# Walther Meyer (Basketballtrainer)
Walther Meyer (* 10. Januar 1928; † 20. Juni 2014) war ein deutscher Basketballtrainer.

## Laufbahn
Meyer kam in Göttingen bereits vor dem Zweiten Weltkrieg über Emil Göing, der 1936 mit deutschen Mannschaft an den Olympischen Spielen teilgenommen hatte, mit der Sportart Basketball in Berührung. 1947 gehörte Meyer zu den Gründern der Basketball-Abteilung des Vereins SV Hellas Göttingen und leitete die Sparte ab 1948. 1969 entstand durch eine Fusion des SV Hellas und des Schwimmvereins Göttingen der SSC Göttingen. Meyer leitete auch in dem neuen Verein die Basketball-Abteilung und hatte dieses Amt bis 1977 inne.
Von 1963 bis 1977 war Meyer Trainer der Göttinger Herrenmannschaft, die 1966 unter dem Namen SV Hellas zu den Gründungsvereinen der neuen Basketball-Bundesliga gehörte. In der ersten Bundesliga-Saison 1966/67 stieg Meyer mit den Göttingern ab und 1970 (inzwischen unter dem Namen SSC) wieder auf. In der Saison 1970/71 misslang abermals der Bundesliga-Klassenerhalt.
1973 führte Meyer den SSC Göttingen in die Bundesliga zurück, wo man vorerst bis 1975 spielte. Nach dem Abstieg 1975 gelang 1976 der Wiederaufstieg in die höchste deutsche Spielklasse. 1977 gab Meyer das Traineramt an Terry Schofield ab, den er 1973 als Spieler geholt hatte und der nicht nur Führungsspieler war, sondern Meyer freundlich verbunden war und ihm auch beratend zur Seite stand. Gemeinsam trainierten Meyer und Schofield auch die Göttinger A-Jugend.
Meyer wurde 1969 mit der silbernen und 1973 mit der goldenen Ehrennadel des Niedersächsischen Basketballverbandes ausgezeichnet.
Beruflich war Meyer von 1950 bis 1991 für die Gothaer Versicherungen tätig.